# Riegsee (commune)
Pour les articles homonymes, voir Riegsee.
Riegsee est une commune de Bavière (Allemagne), située dans l'arrondissement de Garmisch-Partenkirchen, dans le district de Haute-Bavière.

## Quartiers
- Aidling, Guglhör, Hagen, Höhlmühle, Leibersberg, Lothdorf, Mühlhagen, Perlach, Riegsee.